# جوردان هاريسون (لاعب كرة قدم)
جوردان هاريسون (مواليد 9 سبتمبر 2002 بمدينة الرياض) هو لاعب كرة قدم استرالي من مواليد السعودية لعب سابقاً لصالح نادي الفتح السعودي في مركز الوسط كلاعب مواليد.

## روابط خارجية
- جوردان هاريسون (لاعب كرة قدم) على موقع قاعدة بيانات كرة القدم.إي يو (الإنجليزية)
- جوردان هاريسون (لاعب كرة قدم) على موقع Soccerway.com (الإنجليزية)